# Sahwat al-Chidr
Sahwat al-Chidr (arab. سهوة الخضر) – wieś w Syrii, w muhafazie As-Suwajda. W 2004 roku liczyła 3625 mieszkańców.